# دوگور
دوگور، روستایی از توابع بخش مرکزی شهرستان صومعه‌سرا در استان گیلان ایران است. روستای دوگور در میان راه مرجقل (تولمشهر) به صومعه سرا قرار دارد.
این روستا شامل ۲ بخش می‌باشد پایین محله و بالا محله و تا حدودی ناحیه صنعتی کوچک (در سطح شهرستان) محسوب می‌شود.
شرکت مرغ مادر میرزاکوچک که بزرگترین چرخه مرغداری گیلان است در این روستا و در پایین محله واقع است.
مجموعه فرهنگی ورزشی مرغ مادر هم در این روستا می‌باشد.

## جمعیت
این روستا در دهستان کسما قرار دارد و براساس سرشماری مرکز آمار ایران در سال ۱۳۸۵، جمعیت آن ۱٬۰۳۸ نفر (۲۹۱خانوار) بوده‌است.